# Эвребё, Том Хеннинг
Том Хеннинг Эвребё (норв. Tom Henning Øvrebø; род. 26 июня 1966, Осло) — норвежский футбольный судья. По профессии — психолог.
Эвребё судил матчи высшей лиги чемпионата Норвегии с 20 сентября 1992 года, его судейский стаж в лиге — 211 матчей (на июнь 2008 г.). Имеет пять наград «Книксен» как лучший судья норвежской высшей лиги (за 2001, 2002, 2003, 2005 и 2006 г.). Судья ФИФА с 1994 г. (первый матч в качестве судьи в поле: 26 сентября 2001 г., ЛЧ, Нант — Галатасарай). В мае 2010 года завершил международную карьеру судьи.
Стал известен после 1/2 финала Лиги чемпионов УЕФА 2008/09 между «Челси» и «Барселоной», в котором, по мнению многих болельщиков и журналистов, совершил грубейшие ошибки, не назначив несколько пенальти в ворота «Барселоны» и удалив защитника каталонцев Абидаля. После этого матча в адрес Эвребё стали приходить угрозы со всей Европы. На следующий европейский сезон 2009/2010 бригада Эвребё вновь отметилась очередной грубейшей ошибкой в матче 1/8 «Бавария» — «Фиорентина». На последних минутах Эвребё засчитал гол Клозе в ворота итальянцев, забитый из положения «вне игры».
Иностранные языки: английский, немецкий.

## Карьера

### Лига чемпионов УЕФА
С сезона 2001/2002 по 2005/2006 Эвребё судил матчи квалификационного раунда и группового этапа. А в сезоне 2006/2007 ему впервые доверили матч 1/8 финала между ПСВ и лондонским «Арсеналом». В следующих розыгрышах турнира количество обслуживаемых им матчей стало заметно больше. На долю Эвребё пришлись такие напряжённые матчи как «Лацио» — «Динамо» Бухарест, где он показал 8 желтых и 3 красных карточки, и «Интер» — «Ливерпуль», на исход которого повлияло его решение удалить игрока итальянского клуба в начале второго тайма. После злополучной полуфинальной встречи сезона 2008/2009 между лондонским «Челси» и «Барселоной», его дальнейшая международная карьера оказалась под вопросом. Тем не менее в следующем сезоне он отсудил четыре матча, в том числе матч 1/8 финала между «Баварией» и «Фиорентиной», который и стал для него последним в самом престижном турнире Старого Света.
В общей сложности в Лиге чемпионов Эвребё отсудил 30 матчей, в которых показал 113 жёлтых и 10 красных карточек и назначил 5 одиннадцатиметровых ударов.
Уже завершив карьеру, Эвребё в интервью признался, что ошибся в матче «Барселоны» и «Челси»
«Это был не самый лучший день, это правда. Но судьи допускают подобные ошибки. Игроки и тренеры тоже ошибаются. Впрочем, я, конечно, не горжусь тем днём. Я допустил несколько ошибок, и у каждого сложилось своё мнение о них. После матча я не говорил ни с кем из футболистов. Я с достоинством покинул поле, ушёл в раздевалку и на этом всё. Болельщики «Челси» присылали мне угрозы смерти. До 2012 года ситуация оставалась накалённой, но сейчас всё в прошлом. Люди могут жить так, как им захочется. Я живу счастливой жизнью в Осло рядом с друзьями и семьёй. Я смирился со своими ошибками

## Статистика

### Лига чемпионов УЕФА
| Матчи в Лиге чемпионов | Матчи в Лиге чемпионов     | Матчи в Лиге чемпионов | Матчи в Лиге чемпионов           | Матчи в Лиге чемпионов                                                         | Матчи в Лиге чемпионов                                                                                |
| ---------------------- | -------------------------- | ---------------------- | -------------------------------- | ------------------------------------------------------------------------------ | --- |
| Сезон                  | Стадия                     | Дата                   | Матч                             | Судейские решения                                                              | Судейские решения                                                                                     |
| Сезон                  | Стадия                     | Дата                   | Матч                             | Хозяева                                                                        | Гости                                                                                                 |
| 2001/2002              | Групповой этап             | 26 сентября 2001       | Нант — Галатасарай — 0:1         |                                                                                | Предупреждение · Предупреждение · Предупреждение                                                      |
| 2002/2003              | Групповой этап             | 1 октября 2002         | Фейеноорд — Динамо Киев — 0:0    | Предупреждение                                                                 | Предупреждение                                                                                        |
| 2002/2003              | Групповой этап             | 12 ноября 2002         | Арсенал — ПСВ — 0:0              | Вторая желтая карточка и удаление                                              | Предупреждение · Предупреждение · Предупреждение · Предупреждение · Предупреждение                    |
| 2003/2004              | Групповой этап             | 22 октября 2003        | Милан — Брюгге — 0:1             |                                                                                | Предупреждение                                                                                        |
| 2004/2005              | 3-й квалификационный раунд | 11 августа 2004        | Шахтёр — Брюгге — 4:1            | Предупреждение · Предупреждение · Предупреждение                               | Предупреждение                                                                                        |
| 2004/2005              | Групповой этап             | 24 ноября 2004         | Андерлехт — Валенсия — 1:2       | Пенальти                                                                       | Предупреждение                                                                                        |
| 2005/2006              | 3-й квалификационный раунд | 9 августа 2005         | Эвертон — Вильярреал — 1:2       | Предупреждение                                                                 | Предупреждение · Предупреждение · Предупреждение · Предупреждение                                     |
| 2005/2006              | Групповой этап             | 27 сентября 2005       | Бавария — Брюгге — 1:0           | Предупреждение · Предупреждение                                                | Предупреждение · Предупреждение                                                                       |
| 2006/2007              | 3-й квалификационный раунд | 9 августа 2006         | Гамбург — Осасуна — 0:0          | Предупреждение                                                                 | Предупреждение · Предупреждение · Предупреждение · Предупреждение                                     |
| 2006/2007              | Групповой этап             | 13 сентября 2006       | Порту — ЦСКА — 0:0               |                                                                                | Предупреждение · Предупреждение · Предупреждение                                                      |
| 2006/2007              | Групповой этап             | 18 октября 2006        | Бордо — Ливерпуль — 0:1          | Предупреждение · Предупреждение                                                | Предупреждение · Предупреждение                                                                       |
| 2006/2007              | Групповой этап             | 21 ноября 2006         | Лилль — Андерлехт — 2:2          | Предупреждение                                                                 | Предупреждение · Предупреждение · Вторая желтая карточка и удаление                                   |
| 2006/2007              | 1/8 финала                 | 20 февраля 2007        | ПСВ — Арсенал — 1:0              |                                                                                | Предупреждение                                                                                        |
| 2007/2008              | 3-й квалификационный раунд | 14 августа 2007        | Лацио — Динамо Бухарест — 1:1    | Предупреждение · Предупреждение · Вторая желтая карточка и удаление · Удаление | Предупреждение · Предупреждение · Предупреждение · Предупреждение · Вторая желтая карточка и удаление |
| 2007/2008              | Групповой этап             | 2 октября 2007         | Лион — Рейнджерс — 0:3           | Предупреждение · Предупреждение                                                | Предупреждение · Предупреждение · Предупреждение                                                      |
| 2007/2008              | Групповой этап             | 24 октября 2007        | Реал Мадрид — Олимпиакос — 4:2   | Пенальти · Предупреждение · Предупреждение                                     | Предупреждение · Предупреждение · Предупреждение · Предупреждение · Удаление                          |
| 2007/2008              | Групповой этап             | 4 декабря 2007         | Милан — Селтик — 1:0             |                                                                                | Предупреждение                                                                                        |
| 2007/2008              | 1/8 финала                 | 11 марта 2008          | Интер — Ливерпуль — 0:1          | Предупреждение · Предупреждение · Вторая желтая карточка и удаление            | Предупреждение · Предупреждение · Предупреждение · Предупреждение                                     |
| 2007/2008              | 1/4 финала                 | 9 апреля 2008          | Манчестер Юнайтед — Рома — 1:0   |                                                                                | Пенальти · Предупреждение                                                                             |
| 2008/2009              | 3-й квалификационный раунд | 13 августа 2008        | Стандард — Ливерпуль — 0:0       | Пенальти · Предупреждение · Предупреждение                                     | Предупреждение                                                                                        |
| 2008/2009              | Групповой этап             | 1 октября 2008         | Атлетико Мадрид — Марсель — 2:1  | Предупреждение                                                                 | Предупреждение · Предупреждение · Предупреждение                                                      |
| 2008/2009              | Групповой этап             | 5 ноября 2008          | Селтик — Манчестер Юнайтед — 1:1 |                                                                                | Предупреждение                                                                                        |
| 2008/2009              | Групповой этап             | 26 ноября 2008         | Интер — Панатинаикос — 0:1       |                                                                                | Предупреждение · Предупреждение                                                                       |
| 2008/2009              | 1/8 финала                 | 11 марта 2009          | Барселона — Лион — 5:2           | Предупреждение                                                                 | [ 9 ]                                                                                                 |
| 2008/2009              | 1/4 финала                 | 7 апреля 2009          | Вильярреал — Арсенал — 1:1       |                                                                                | Предупреждение · Предупреждение · Предупреждение · Предупреждение                                     |
| 2008/2009              | 1/2 финала                 | 6 мая 2009             | Челси — Барселона — 1:1          | Предупреждение · Предупреждение · Предупреждение · Предупреждение              | Предупреждение · Предупреждение · Предупреждение                                                      |
| 2009/2010              | Групповой этап             | 15 сентября 2009       | Ювентус — Бордо — 1:1            | Предупреждение · Предупреждение                                                | Предупреждение                                                                                        |
| 2009/2010              | Групповой этап             | 29 сентября 2009       | Дебрецен — Лион — 0:4            | Предупреждение                                                                 | Предупреждение                                                                                        |
| 2009/2010              | Групповой этап             | 24 ноября 2009         | Униря — Севилья — 1:0            | Предупреждение · Предупреждение · Предупреждение · Предупреждение              | Предупреждение                                                                                        |
| 2009/2010              | 1/8 финала                 | 17 февраля 2010        | Бавария — Фиорентина — 2:1       | Пенальти · Предупреждение · Предупреждение                                     | Предупреждение · Предупреждение · Предупреждение · Удаление                                           |

### Кубок УЕФА
13 матчей :
- Сезон 2001—2002 (1 матч):  Валенсия —  Легия (1/32)
- Сезон 2002—2003 (1 матч):  Шальке 04 —  Висла Краков (1/16)
- Сезон 2003—2004 (3 матча):  Базель —  Ньюкасл Юнайтед (1/32);  Теплице —  Селтик (1/16);  Генчлербирлиги —  Валенсия (1/8)
- Сезон 2004—2005 (2 матча):  Севилья —  Панатинаикос (1/16)
- Сезон 2005—2006 (4 матча)
  - Групповой турнир:  Ланс —  Сампдория (группа C)
  - Плей-офф:  Эспаньол —  Шальке 04 (1/16);  Рома —  Мидлсбро (1/8);  Шальке 04 —  Севилья (полуфинал)
- Сезон 2006—2007 (1 матч):  Эспаньол —  Вердер (полуфинал)
- Сезон 2007—2008 (1 матч):  Зенит —  Бавария (полуфинал)

### Отборочные игры к ЧМ-2002 (Европа)
1 матч:
- Босния и Герцеговина —  Австрия

### Отборочные игры к ЧМ-2006 (Европа)
3 матча:
- Венгрия —  Исландия,  Северная Македония —  Румыния,  Грузия —  Украина

### Отборочные игры к Евро-2008
4 матча:
- Болгария —  Нидерланды,  Израиль —  Англия,  Россия —  Северная Македония,  Украина —  Франция

### Чемпионат Европы по футболу 2008
2 матча:
- Германия —  Польша,  Италия —  Румыния